# Bavia fedor
Bavia fedor là một loài nhện trong họ Salticidae.
Loài này thuộc chi Bavia. Bavia fedor được Berry, Joseph A miêu tả năm 1997. Beatty & Jerzy Prószyński.